# Rudolf Kicken

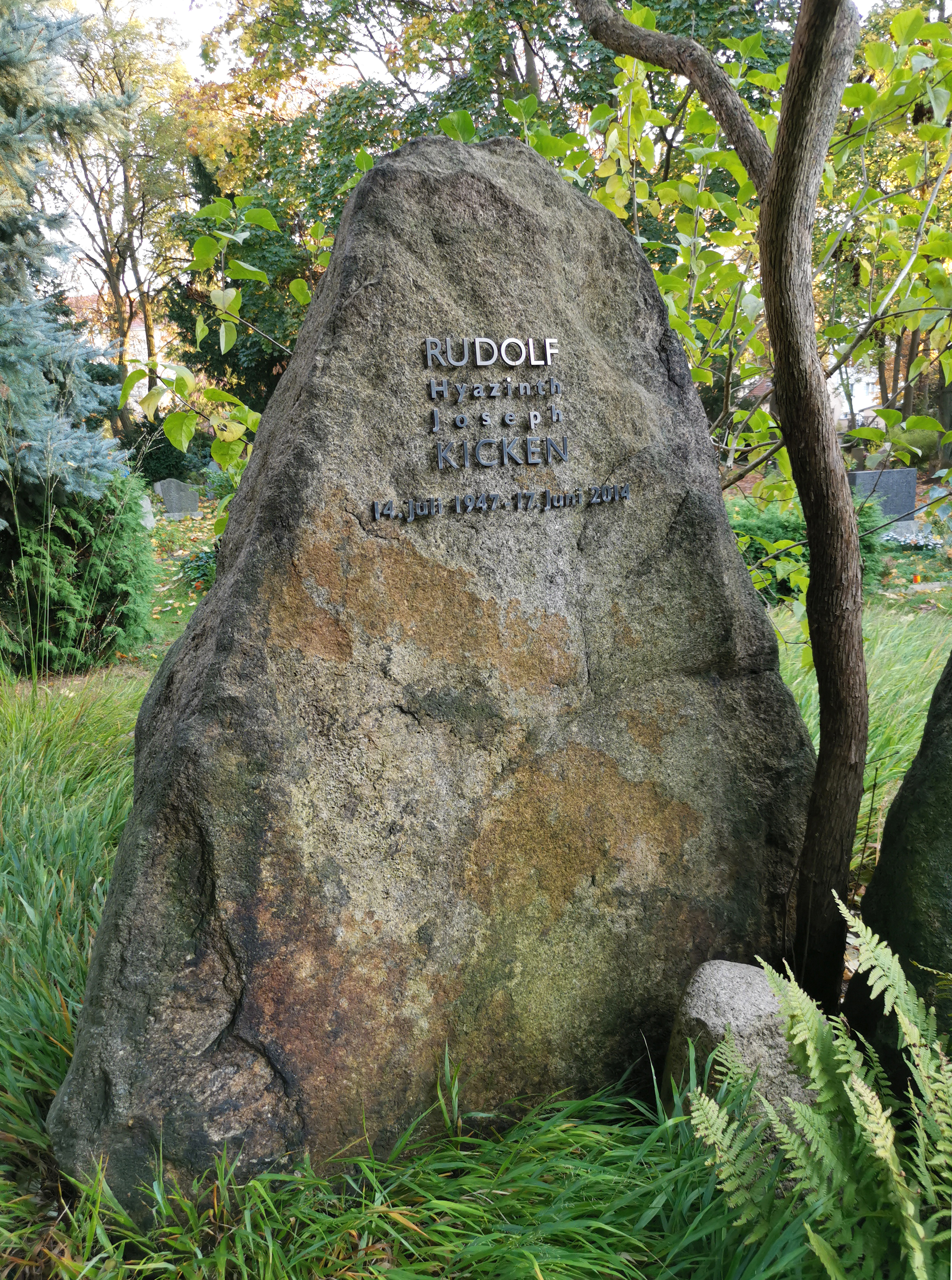
Grabstätte auf dem Friedhof II der Sophiengemeinde in Berlin-Mitte, Abt. 10

Rudolf Kicken (* 14. Juli 1947 in Aachen; † 17. Juni 2014 in Berlin) war ein deutscher Fotogalerist.

## Werdegang
Kicken wurde als Sohn des Unternehmerpaars Ferdinand und Marianne Kicken geboren. Er studierte von 1971 bis 1973 in Bonn und Wien Volkswirtschaftslehre und belegte im Studienjahr 1973/74 den Visual Studies Workshop in Rochester (New York). Es folgte ein Praktikum in der Light Gallery in New York. 1974 eröffnete er gemeinsam mit Wilhelm Schürmann in Aachen die Galerie „Lichttropfen“ (1976–78 Galerie Schürmann & Kicken). Ab 1979 führte er die "Galerie Rudolf Kicken" allein in Köln weiter, zwischen 1987 und 1990 mit Michael Pauseback als "Galerie Kicken-Pauseback". Ab Herbst 2000 betrieb er die Galerie "Kicken Berlin" gemeinsam mit seiner Frau Annette in Berlin. Seit 2014 führt Annette Kicken die Galerie allein.
Mit zahlreichen Ausstellungen aus allen Bereichen der Fotografie avancierte Kicken zu einem der führenden Galeristen des internationalen Fotokunsthandels und leistete Pionierarbeit für die Rezeption des Mediums in Deutschland. Dazu gehört die Vermittlung des Nachlasses des deutschen Fotografen Umbo (Otto Umbehr, 1902–1980) in die Sammlungen der Berlinischen Galerie, der Stiftung Bauhaus Dessau und des Sprengel Museums Hannover 2016.
Nach seinem Tod wurde Rudolf Kicken in Deutschland wie international als Vermittler und Wegbereiter gewürdigt:
„Längst gilt Kicken als wichtigster deutscher Galerist für Fotografie. Er genießt einen internationalen Ruf und die Liste der von ihm gehandelten Künstler ist ebenso lang wie eindrucksvoll. (…) Kicken war zugleich ein Garant für aufschlußreiche Kataloge und methodisch angelegte Bücher über die jungen Epochen der Fotografie, die wissenschaftliche Standards setzen.“

## Galerieprogramm
Seit Januar 1974 bis heute haben Rudolf und Annette Kicken mehr als 200 Ausstellungen zur Fotografie des 19. bis 21. Jahrhunderts realisiert. Schwerpunkte der Ausstellungstätigkeit liegen auf:
- Piktorialismus (Rudolf Koppitz, Heinrich Kühn, Josef Anton Trčka),
- Fotografie der Neuen Sachlichkeit (Aenne Biermann, Albert Renger-Patzsch, Werner Mantz),
- Neues Sehen (Erwin Blumenfeld, André Kertész, Helmar Lerski, Man Ray, Alexander Rodchenko, Umbo)
- Bauhaus (Paul Citroen, Edmund Collein, Grit Kallin-Fischer, Lucia Moholy, László Moholy-Nagy)
- tschechische Fotografie (František Drtikol, Jaromír Funke, Jaroslav Rössler, Josef Sudek, Václav Zykmund)
- „Subjektive Fotografie“ der 1950er Jahre (Peter Keetman, Siegfried Lauterwasser, Yoichi Niiyama, Otto Steinert, Christer Strömholm, Ed van der Elsken)
- amerikanische Farbfotografie (William Eggleston, Joel Meyerowitz, Richard Misrach, Stephen Shore, Neal Slavin)
- deutsche Fotografie der 1970er und 1980er Jahre (André Gelpke, Klaus Kinold, Helmut Newton, Heinrich Riebesehl, Wilhelm Schürmann)
- konzeptuelle deutsche Fotografie (Dieter Appelt, Rudolf Bonvie, Jürgen Klauke, Astrid Klein, Floris Neusüss, Klaus Rinke)
- zeitgenössische Positionen (Joachim Brohm, Götz Diergarten, Charles Fréger, Jitka Hanzlová, Hans-Christian Schink, Alfred Seiland)

## Sammlung Kicken im Städel Museum Frankfurt am Main
Im Sommer 2013 übergaben Rudolf und Annette Kicken ihre Sammlung von Fotografien dem Städel Museum in Frankfurt am Main. Dazu gehören Werke der Neuen Sachlichkeit, der Bauhausfotografie und der „Subjektiven Fotografie“. Ein weiteres Konvolut umfasst Werke von Leopold Ahrendts, Gertrud Arndt, Hugo Erfurth, Rudolf Koppitz, Heinrich Kühn, Man Ray, Albert Renger-Patzsch, Franz Roh, Werner Rohde, August Sander und Otto Steinert. In der Ausstellung „Lichtbilder“ (9. Juli – 5. Oktober 2014) des Städel Museums wurden die Fotografien gemeinsam mit Werken der Sammlung Wiegand erstmals in großem Umfang der Öffentlichkeit zugänglich gemacht. Bedeutsam an der Präsentation des Städel Museums ist die gleichberechtigte Darstellung aller Medien der Künste: Malerei, Grafik, Fotografie, Video und Skulptur.

## Ehrungen
- 2013: Verdienstkreuz 1. Klasse der Bundesrepublik Deutschland